# إيفريت غيندلر
إيفريت غيندلر (وُلد في 8 أغسطس 1928) هو حاخام أمريكي، عُرف بانخراطه في قضايا تقدمية، من بينها حركة الحقوق المدنية وحركة اللاعنف اليهودية وحركة هافورات شالوم اليهودية للمساواة. منذ عام 1978 حتى عام 1995 كان غيندلر أول قس يهودي يشغل وظيفةً في أكاديمية فيليبس في أندوفر. وُصف بأنه «أبو حركة حماية البيئة اليهودية».

## سيرته الشخصية
وُلد غيندلر في تشارشن عام 1928 لعائلة يهودية متدينة انتقلت إلى دي موين في عام 1939. تخرّج من ثانوية ثيودور روزفلت وتابع طريقه ليحصل على بكالوريوس من جامعة شيكاغو عام 1948 خلال أوج قيادة روبيرت ماينارد هاتشينز. بقي غيندلر في شيكاغو حتى عام 1951 يدرس مع أشخاص بارزين في اختصاصهم مثل رودولف كارناب. في عام 1957، عُيّن كحاخام محافظ من قبل معهد اللاهوت اليهودي.
في أواخر خمسينيات ومطلع ستينيات القرن العشرين، شغَل غيندلر منصب حاخام في العديد من التجمعات في جميع أنحاء أمريكا اللاتينية، من بينها مركز الجالية الإسرائيلية بيث في مكسيكو سيتي في المكسيك (1957-1959) والرابطة الدينية الإسرائيلية في ريو دي جانيرو في البرازيل (1961)، والتجمعات الخمسة في هافانا كوبا (رأس السنة اليهودية وعيد الفصح، 1968-1969). منذ عام 1962 حتى عام 1968، شغل غيندلر منصب حاخام في المركز اليهودي في برينستون، نيوجرسي.
خلال أواخر ستينيات وأوائل سبعينيات القرن العشرين، انخرط غيندلر إلى جانب زوجته ماري غيندلر (وُلدت في عام 1940) في العديد من التجمعات السكنية البديلة، من بينها مركز إيفان إيليتش لتوثيق تعدد الثقافات في كويرنافاكا في المكسيك (1968-1969) (إلى جانب هارفي كوكس) ومركز باكارد مانسي لمختلَف الأديان ومختلف الأعراق في ستوتون ماساتشوسيتس (1969-1971).
في عام 1971 أصبح غيندلر حاخامًا في معبد إيمانويل في وادي ميريماك، وفي عام 1977 كان أول قسيس يهودي يُعيَّن كجزء من «قسوسة ثلاثية» يهودية وبروتستانتية وكاثوليكية من قبل تيد سيزير في أكاديمية فيليبس في أندوفر. بقي غيندلر في منصبه في فيليبس في أندوفر، إلى جانب منصبه في معبد إيمانويل في وادي ميريماك، حتى تقاعده في سن ال67 عام 1995.
انخرط غيندلر، إلى جانب زوجته، منذ عام 1995 في عمل تعليم تجمعات بين منفيي التيبت للكفاح الاستراتيجي اللاعنفي. في عام 2007، لعبوا دورًا أساسيًا في تأسيس مركز التربية اللاعنفية الناشط في دارمسالا في الهند.
غيندلر أب لابنتين، تامار غيندلر، أستاذة الفلسفة وعميد كلية الفنون والعلوم في جامعة ييل، ونومي غيندلر كامبر، وهي كبيرة موظفي سياسات رابطة المصرفيين الأمريكيين.

## العمل في الحقوق المدنية
انخرط غيندلر في حركة الحقوق المدنية في أواسط خمسينيات القرن العشرين، كان ذلك نتيجةً لمشاركته في الجمعية اليهودية الأمريكية للخدمات في معهد صيفي في عام 1955 في مدرسة هايلاندر الشعبية في مونتيغل، تينيسي. خلال ستينيات القرن العشرين، لعب غيندلر دورًا محوريًا في ضم اليهود الأمريكيين إلى الحركة، وفي دفع الجماعات البازرة من الحاخامات الأمريكيين للمشاركة في صلوات الوقفات الاحتجاجية في ألباني جورجيا (1962) وبيرمنغهام ألاباما (1963) وسيلما ألاباما (1965) وفي إقناع أبراهام جوشوا هيشيل للمشاركة في المسيرة الشهيرة من سيلما إلى مونتغومري (1965). لعب غيندلر دورًا هامًا في ترتيب خطاب مارتن لوثر كينغ للمؤتمر الحاخامي الوطني في 25 مارس 1968، قبل عشرة أيام من وفاة كينغ، وأجرى ما كانت المقابلة الأخيرة مع مارتن لوثر كينغ.
كان غيندلر أيضًا من أوائل المناصرين اليهود للحقوق المتساوية للمثليين ومشاركة المرأة في طقوس العبادة والحقوق الفلسطينية.